# Одли, Элинор
Элинор Зеллман Одли (англ. Eleanor Zellman Audley; 19 ноября 1905, Нью-Йорк, США — 25 ноября 1991, Северный Голливуд, США) — американская актриса телевидения, радио и озвучивания.

## Карьера

### Радио
Элинор Одли начинала свою карьеру как актриса на радио, активно работая в 1940-х и 1950-х годах, в Голливуде, в таких радиошоу, как Escape и Suspense, а также в радиоверсии сериалов My Favorite Husband и Father Knows Best, где в последнем играла одного из соседей семейства Андерсона. В 1935 году, Одли сыграла мачеху в переосмысленной истории Золушки в проекте The Six Shooter с участием Джеймса Стюарта.

### Анимация
В анимационной киноиндустрии Элинор была известна тем, что своим мощным и отличающимся от всех голосом озвучила злую мачеху леди Тремейн в диснеевском мультфильме 1950 года «Золушка», и злую волшебницу Малефисенту в диснеевском мультфильме 1959 года, «Спящая красавица». Изначально, Элинор не хотела озвучивать Малефисенту, потому что все 1950-е годы пыталась вылечиться от туберкулеза. Помимо прочего, Одли подарила свой голос культовой мадам Леоте из диснеевского аттракциона «The Haunted Mansion», которая появляется в виде головы призрака в хрустальном шаре.

### Кино
Многочисленные роли на телевидении, сделали Элинор весьма узнаваемой характерной актрисой. Начиная с середины 1950-х, она снималась в эпизодах таких сериалов, как «Я люблю Люси», «Перри Мэйсон», «Шоу Дика Вана Дайка», «Пейтон-Плейс» и «Большая долина».
Одли играла мать Оливера Дугласа, Юнис Дуглас, в комедийном сериале «Зеленые просторы», который шёл в период с 1965-го по 1971 года. Также она взяла на себя исполнение роли Миллисент Шуйлер-Поттс, директрисы школы Поттс, в которую ходил Джетро Бодин, в американском ситкоме CBS «Деревенщина из Беверли-Хиллз». Интересно то, что среди героинь, сыгранных Элинор, было много богатых аристократок.

## Смерть
Элинор Одли умерла от дыхательной недостаточности 25-го ноября 1991 года, в Северном Голливуде, Калифорнии, в возрасте 86 лет, 6-ю днями позже после своего 86-го дня рождения. Она похоронена на кладбище «Mount Sinai Memorial Park Cemetery».

## Фильмография
| Год       |    | Русское название       | Оригинальное название   | Роль                                |
| --------- | -- | ---------------------- | ----------------------- | ----------------------------------- |
| 1949      | ф  | История Молли X        | The Story of Molly X    | председатель                        |
| 1950      | мф | Золушка                | Cinderella              | Леди Тремейн                        |
| 1950      | ф  | Выхода нет             | No Way Out              | жена                                |
| 1950      | ф  | Прелестное дитя        | Pretty Baby             | мисс Бриндел                        |
| 1950      | ф  | Три тайны              | Three Secrets           | смотрительница                      |
| 1951      | ф  | Игорный дом            | Gambling House          | миссис Ливингстон                   |
| 1951      | ф  |                        | Starlift                | миссис Луиза Уильямс                |
| 1952      | ф  | С песней в моём сердце | With a Song in My Heart | посетительница ночного клуба        |
| 1954—1956 | с  | Студия 57              | Studio 57               | мисс Хант                           |
| 1955      | ф  | Принц игроков          | Prince of Players       | актриса в роли миссис Монтчесингтон |
| 1959      | мф | Спящая красавица       | Sleeping Beauty         | Малефисента                         |